# هايدن تومسون
هايدن تومسون (بالإنجليزية: Hayden Thompson)‏ هو موسيقي وكاتب أغاني ومغني وعازف قيثارة أمريكي، ولد في 5 مارس 1938 في بونفيل في الولايات المتحدة.

## وصلات خارجية
- هايدن تومسون على موقع ميوزك برينز (الإنجليزية)
- هايدن تومسون على موقع ميوزك برينز (الإنجليزية)
- هايدن تومسون على موقع أول ميوزيك (الإنجليزية)
- هايدن تومسون على موقع ديسكوغز (الإنجليزية)